# Новоорский поссовет
Новоорский поссовет — сельское поселение в Новоорском районе Оренбургской области Российской Федерации.
Административный центр — село Новоорск.

## История
9 марта 2005 года в соответствии с законом Оренбургской области № 1905/313-III-ОЗ образовано сельское поселение Новоорский поссовет, установлены границы муниципального образования.

## Население
| 2010    | 2012    | 2013    | 2014    | 2015    | 2016    | 2017    |
| ------- | ------- | ------- | ------- | ------- | ------- | ------- |
| 12 392  | ↘12 319 | ↗12 376 | ↗12 489 | →12 489 | ↘12 481 | ↗12 519 |
| 2018    | 2019    | 2020    | 2021    |         |         |         |
| ↘12 434 | ↘12 249 | ↘12 222 | ↘12 148 |         |         |         |

## Состав сельского поселения
| № | Населённый пункт | Тип населённого пункта          | Население |
| - | ---------------- | ------------------------------- | --------- |
| 1 | 216 км           | разъезд                         | 36        |
| 2 | Гранитный        | посёлок                         | 1061      |
| 3 | Новоорск         | посёлок, административный центр | ↘11 071   |